# Georges Lacaze
 (décembre 2024).
Georges Lacaze, né le 22 novembre 1910 à Martres (Haute-Garonne) et mort le 4 mars 1981 à Grasse (Alpes-Maritimes), est un homme politique français.

## Biographie
Fils d'un négociant et d'un institutrice, Georges Lacaze est contrôleur des PTT à Nancy. Il milite au Parti communiste avant la Deuxième Guerre mondiale.

## Détail des fonctions et des mandats
Mandat parlementaire
- 8 décembre 1946 - 7 novembre 1948 : Sénateur de Meurthe-et-Moselle